# Llorente (kulle)
Llorente är en kulle i Antarktis. Den ligger i Västantarktis. Argentina, Chile och Storbritannien gör anspråk på området. Toppen på Llorente är 453 meter över havet.
Terrängen runt Llorente är lite bergig. Trakten är obefolkad. Det finns inga samhällen i närheten. 